# Лекомцева, Евгения Николаевна
Евге́ния Никола́евна Леко́мцева (род. 3 октября 1999, Краснокамск, Пермская область) — российская спортсменка, тяжелоатлет. Мастер спорта. Призёр Чемпионата России.

## Биография
Евгения Николаевна родилась 3 октября 1999 года в городе Краснокамск Пермской области.
- 2017 год — присвоено звание «Мастер спорта».
- 2020 год — стала призёром Чемпионата России в городе Грозный,
  - отборочного старта к Чемпионату Мира.
  - в категории 71 кг;
  - в рывке подняла штангу весом 83 кг,
    - уступив 3 кг. Полине Шабановой.

Тренируется в Санкт-Петербурге.
Учится[где?] на тренера по тяжёлой атлетике.